# فرانک پالون
فرانک پالون (به انگلیسی: Frank Pallone) نمایندهٔ حوزه انتخابیه ششم نیوجرسی از حزب دموکرات ایالات متحده آمریکا در مجلس نمایندگان ایالات متحده آمریکا است که برای نخستین‌بار در ۸ نوامبر ۱۹۸۸ میلادی به‌عضویت این مجلس درآمد.
در ماه سپتامبر سال ۲۰۱۷، فرانک پالون، تولسی گبرد و دیوید والادو، نمایندگان کنگره آمریکا، به جمهوری آرتساخ، سفر کردند.